# Ruta Nacional 40
Die Ruta Nacional 40 [ˈruta nasjoˈnal kwaˈɾen̩ta] (Cabo Vírgenes bei Río Gallegos – Ciénagas de Paicone, Provinz Jujuy) ist mit 5301 km die längste Nationalstraße Argentiniens und gleichzeitig eine der längsten Fernstraßen der Welt; sie ist neben der Panamericana die bekannteste Fernstraße auf dem südamerikanischen Kontinent, weshalb ihr touristische Bedeutung zukommt. Sie durchquert den gesamten Westen Argentiniens mit Ausnahme der Insel Feuerland von Süden nach Norden. Dabei führt sie von Meereshöhe durch die Steppenlandschaft von Patagonien vorbei an den großen Schafsweiden der Pampa und der Weinanbauregion bis in die hohen Berge der Anden.
Die Straße ist trotz mehrerer Verbesserungen in den letzten 30 Jahren des 20. Jahrhunderts auf einigen Streckenabschnitten nur mit geländegängigen Fahrzeugen befahrbar, was ihre Bezwingung zu einer besonderen Herausforderung bei Abenteuertouristen macht. Sie überquert unter anderem einen der höchsten befahrbaren Straßenpässe der Welt, den Abra el Acay (ungefähr 4950 m hoch) und durchquert sehr unterschiedliche Landschaften und Klimazonen. Bei Schlechtwetter (Starkregen, Schneeschmelze) und im Winter können einige Abschnitte schnell unpassierbar werden. Deshalb wird die Straße gut gewartet. Auf allen Abschnitten sind permanent Bautrupps zur Verbesserung und zur Erhaltung im Einsatz. In der Regel sind dies Grader, die die Fahrbahn räumen (Sand, Wasser, Schnee) und eben halten. Aufgrund der extrem unterschiedlichen Bedingungen auf der Ruta 40 wird die Straße auch gerne als Teststrecke von Automobilherstellern genutzt.

## Verlauf von Süden nach Norden
Die Straße durchquert in ihrem Verlauf mehrere Großlandschaften: Das feuchte West-Patagonien, den Cuyo, die Sierras Pampeanas, die Hochtäler der Zentral-Anden und die Puna.
Der genaue Verlauf der Straße wurde mehrfach geändert. Bis 2005 bestand sie administrativ aus zwei verschiedenen Straßen, der Ruta 40 Norte und der Ruta 40 Sur. Am 20. Mai 2005 wurde vereinbart, dass die Provinzstraßen RP 85, 70, 74, 7, 64, 65 und 5 ab 2006 in das Nationalstraßennetz aufgenommen werden, um den Ausbau der Straßen zur Versorgung der dort ansässigen Minen zu gewährleisten. Die entsprechenden Abschnitte dieser Provinzstraßen wurden damit der Ruta 40 zugeordnet. Dadurch wurde der Verlauf der Straße in der Provinz Jujuy nach Westen verschoben und die Gesamtlänge deutlich erweitert, so dass nun nicht mehr La Quiaca, sondern die bolivianische Grenze nahe der Ortschaft Ciénega de Paicone den offiziellen Endpunkt der Straße bildet.

### Patagonien

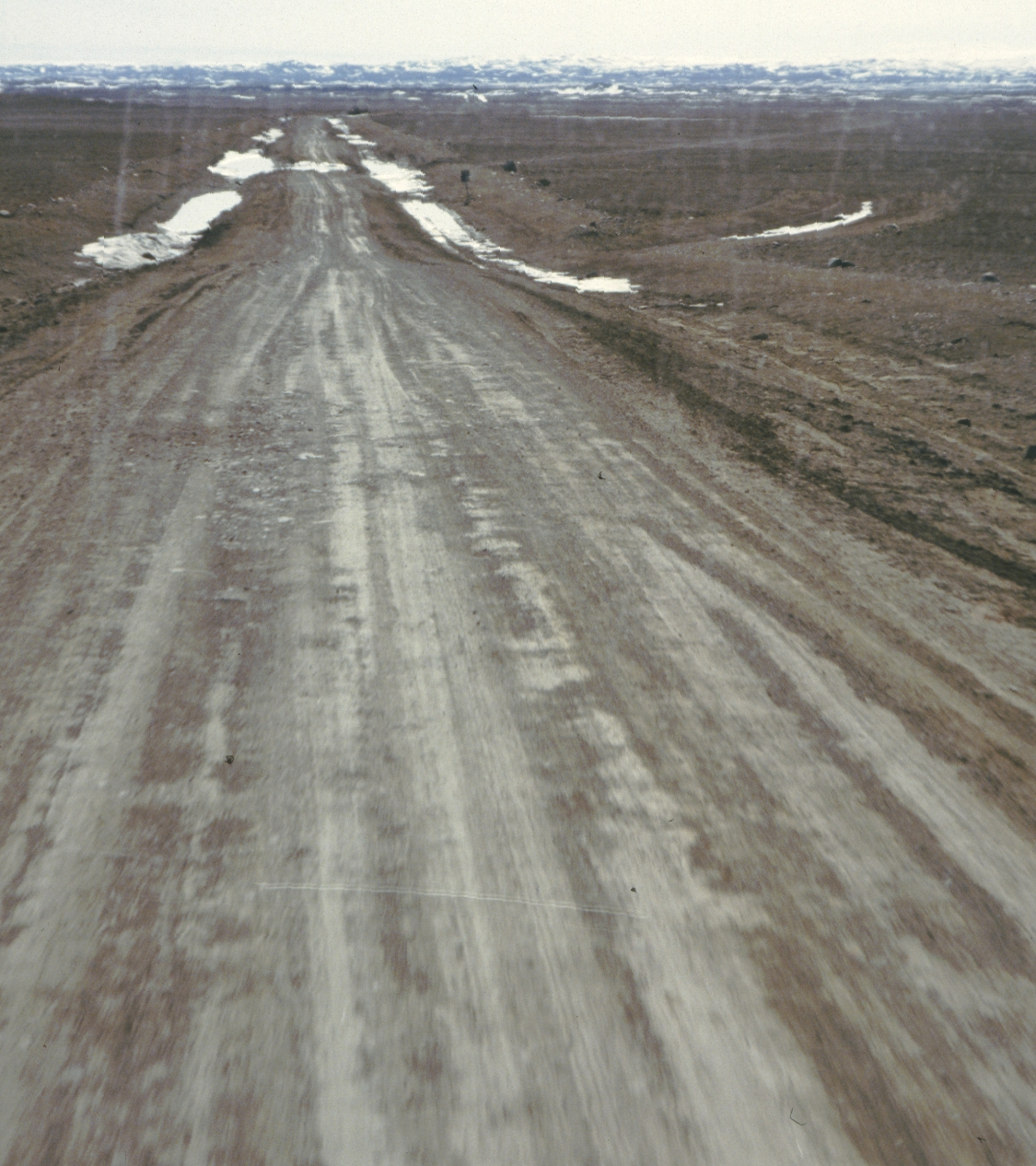
Zwischen der Estancia Tapi Aike und El Cerrito - im Hintergrund die Anden im Parque Nacional Los Glaciares

Die Straße beginnt am Leuchtturm vom Cabo Vírgenes (Jungfrauenkap) an der Atlantikküste bei Río Gallegos (Provinz Santa Cruz). Sie führt zunächst nach Río Gallegos und von dort parallel zur ehemaligen Güterzugstrecke nach Westen bis zur Minenstadt Río Turbio, dann weiter nach Norden zur Grenze nach Chile bei Cerro Castillo. Von dort führt sie Richtung Nord-Osten zur Estancia Tapi Aike (Abzweigung der RP 7 nach Esperanza) und trifft bei El Cerrito auf die RP 5, eine gut ausgebaute Alternativstrecke, die direkt nach Río Gallegos führt. Nahe El Calafate beim Nationalpark Los Glaciares kreuzt sie den Río Santa Cruz und führt in Schlangenlinien nordwärts. Bis zur Abzweigung der RP 23, die nach El Chaltén zum nördlichen Teil des Nationalparks Los Glaciares führt, hat sie eine große touristische Bedeutung. Weiter geht es über Tres Lagos nach Perito Moreno. Etwa 40 km hinter dieser Stadt tritt sie in die Provinz Chubut ein, wo sie über Río Mayo, Alto Río Senguer und Gobernador Costa bis nach Esquel führt.
Im Februar 2009 verkündete die argentinische Präsidentin Cristina Fernández de Kirchner, dass die Straße innerhalb weniger Jahre in der Provinz Santa Cruz vollständig mit einer Schwarzdecke versehen werden soll. Die Arbeiten sind inzwischen weit fortgeschritten, so dass nunmehr große Teile asphaltiert sind: Von Punta Loyola bis Río Gallegos (35 km) und weiter nach Güer Aike (Abzweig der asphaltierten RP 5 Richtung El Calafate; 25 km), der gesamte Abschnitt zwischen Güer Aike und Bella Vista, das Teilstück zwischen 28 de Noviembre und der Estancia Tapi Aike (82 km) und von dort weiter über El Cerrito (Anbindung der RP 5 von Río Gallegos) auf der gesamten Strecke bis Tres Lagos, dann wieder ab dem Lago Cardiel durchgehend über Perito Moreno bis zur Provinzgrenze nach Chubut (Schotterabschnitt zwischen Bajo Caracoles und Rio Pinturas), der Rest ist Schotterstraße in wechselndem Zustand. Die Asphaltierung zwischen Tres Lagos und dem Lago Cardiel ist in Bau. Außerdem gibt es auf mehreren Streckenabschnitten besser ausgebaute Alternativstrecken (insbesondere die asphaltierte RP 5 von Río Gallegos Richtung El Calafate und die asphaltierte Verbindung zwischen El Cerrito und der Estancia Tapi Aike über die RP 5 und die RP 7 via Esperanza).

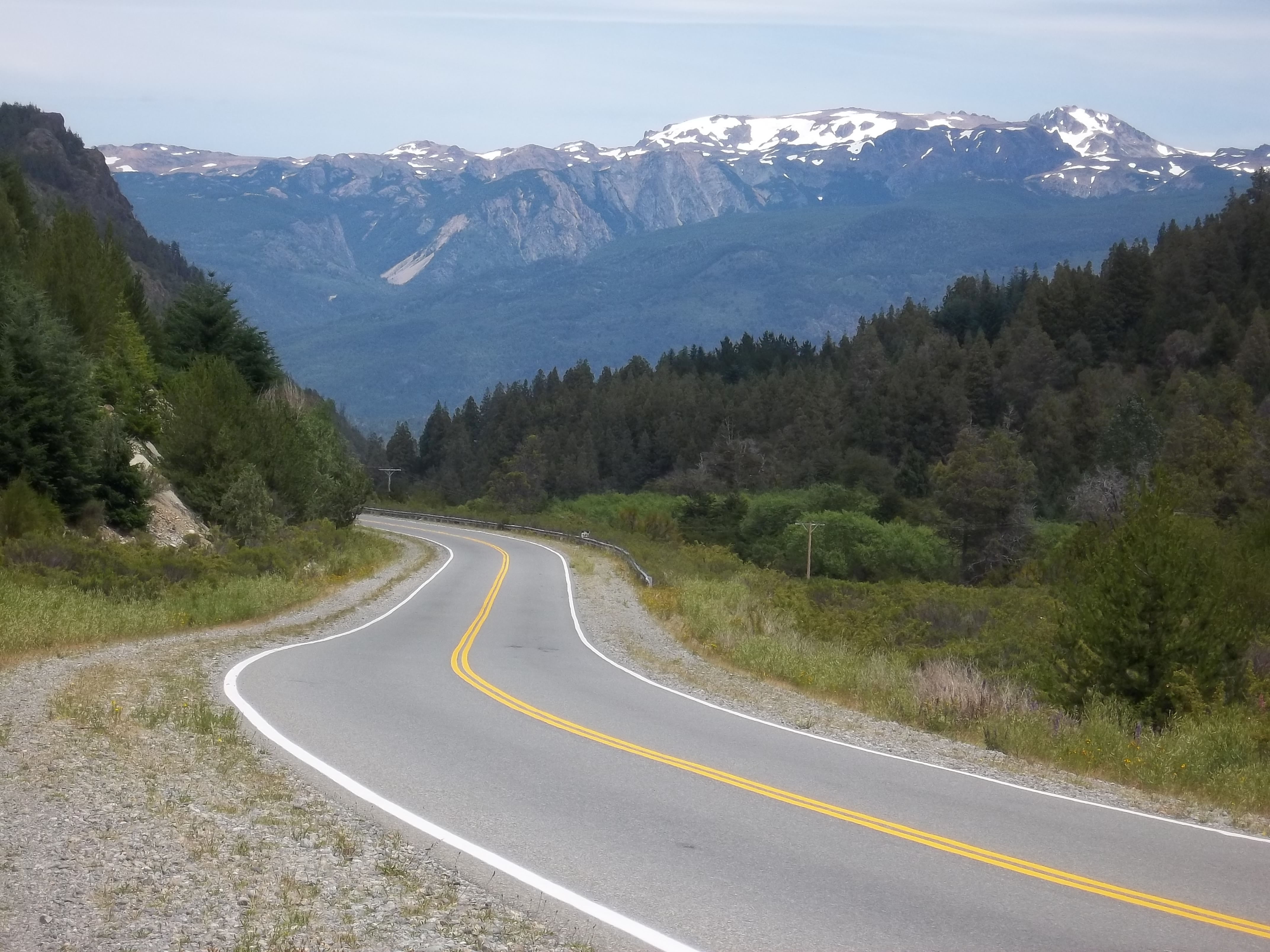
Die Ruta 40 bei Bariloche

Nach Esquel folgt ein kurzer asphaltierter und gut ausgebauter Streckenabschnitt nach Norden, in Leleque zweigt dann nordwestlich die Hauptstrecke Ruta Nacional 258 nach Bariloche ab. Die Ruta 40 verläuft östlich parallel zu dieser Straße als Schotterpiste. Erst ab der Grenze zur Provinz Neuquén ist sie wieder asphaltiert, hier wird sie zu einer stark befahrenen Fernstraße. Sie führt durch Zapala und Chos Malal durch die Voranden. Bei Barrancas kreuzt sie den Río Colorado, der die Grenze zur Provinz Mendoza bildet. Ab dort schlechtere Fahrbahn (Asphaltreste) bis Malargüe.

### Cuyo
In der westargentinischen Region des Cuyo ist die Straße am besten ausgebaut und am stärksten befahren. Von Süden nach Norden führt sie zunächst über eine dürre Hochebene nach Malargüe, bevor sie, an der Großstadt San Rafael weiträumig vorbeiführt (komplett asphaltiert bis auf den Abschnitt El Sosneado bis Paredita; dieses Teilstück wird normalerweise über die parallel verlaufenden und asphaltierten Straßen RN 144 und RN 143 umfahren). Danach tritt sie in den Ballungsraum Gran Mendoza ein. Dort ist sie auf einer Länge von 50 km autobahnähnlich ausgebaut.
Die asphaltierte Straße führt danach weiter nach Norden durch den Ballungsraum San Juan. Sie umfährt San José de Jáchal und überquert westlich des Nationalparks Ischigualasto die Grenze zur Provinz La Rioja.

### Sierras Pampeanas
Im weiteren Verlauf, der durch die trockenen Gebirgszüge der Sierras Pampeanas führt, ist die Straße ebenfalls gut ausgebaut. Sie durchzieht Chilecito, ein bedeutendes Touristenzentrum, und kreuzt bei Salicas die Grenze zur Provinz Catamarca.

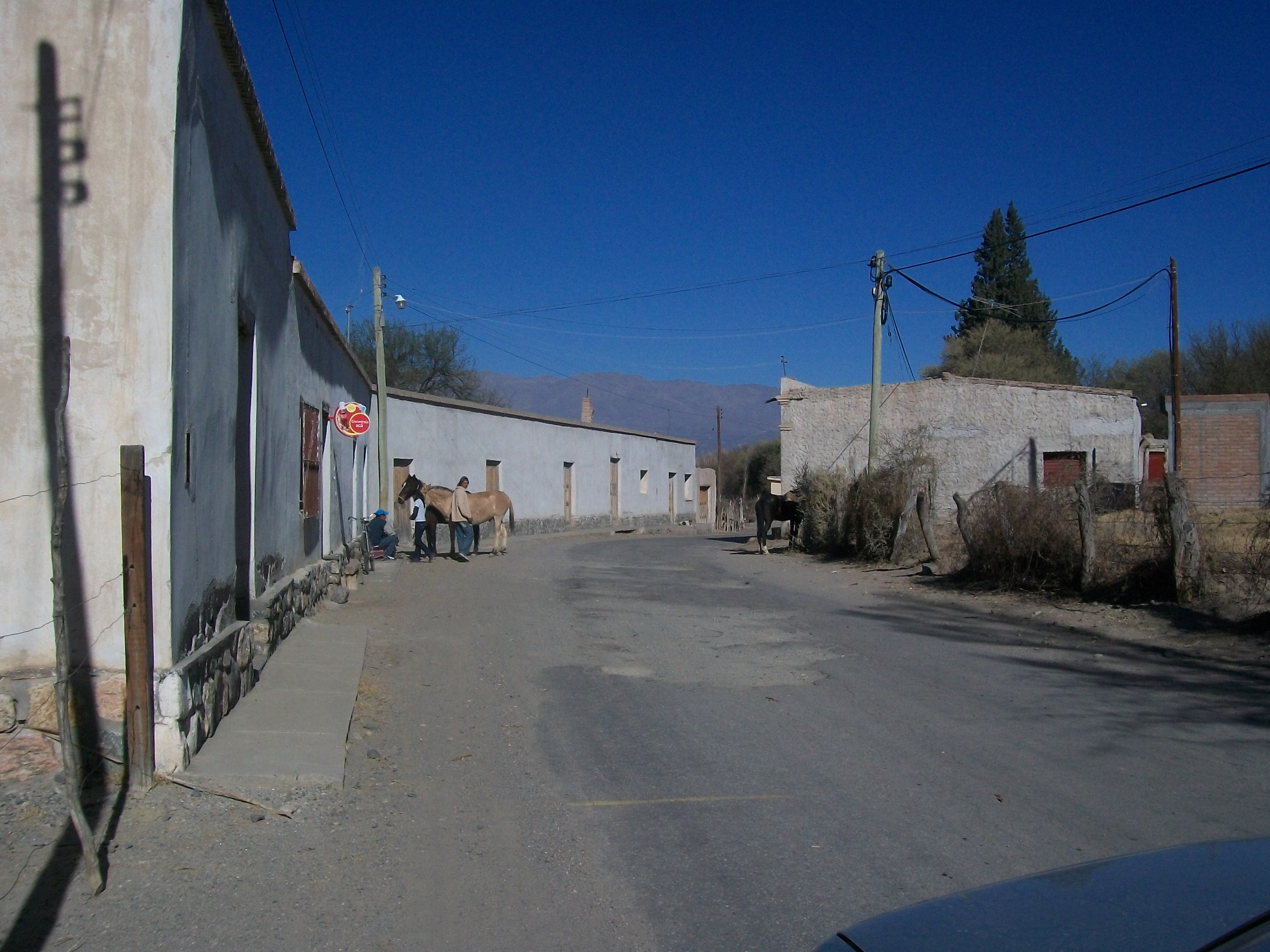
Die Ruta 40 im Dorf Fuerte Quemado in der Provinz Catamarca

In Catamarca ist die Straße bis Belén asphaltiert. Danach beginnt ein schlecht ausgebautes, geschottertes Teilstück bis ins Valle Calchaquí, einem Hochtal der Voranden. Nördlich von Belén liegt unweit der Straße seit 1997 eine der größten Kupferminen der Welt (Tagebau), die Bajo de la Alumbrera, in der zusätzlich auch Gold abgebaut wird.

### Valle Calchaquí
In Santa María del Yocavil trifft die Straße auf eine wichtige Querverbindung nach Osten, nach San Miguel de Tucumán. Hier überquert sie die Grenze zur Provinz Tucumán und führt – nun wieder asphaltiert – weiter nach Norden an den Ruinen von Quilmes vorbei bis zur Grenze nach Salta.
Mit Cafayate durchquert die Straße nun eines der Touristenzentren der Region. Der weitere Verlauf durchs Valle Calchaquí ist geprägt von einer farbenfrohen, trockenen Landschaft und kleinen kolonialen Städtchen wie Molinos und Cachi. Ab San Carlos bis Cachi Schotterstrecke.

### Abra el Acay

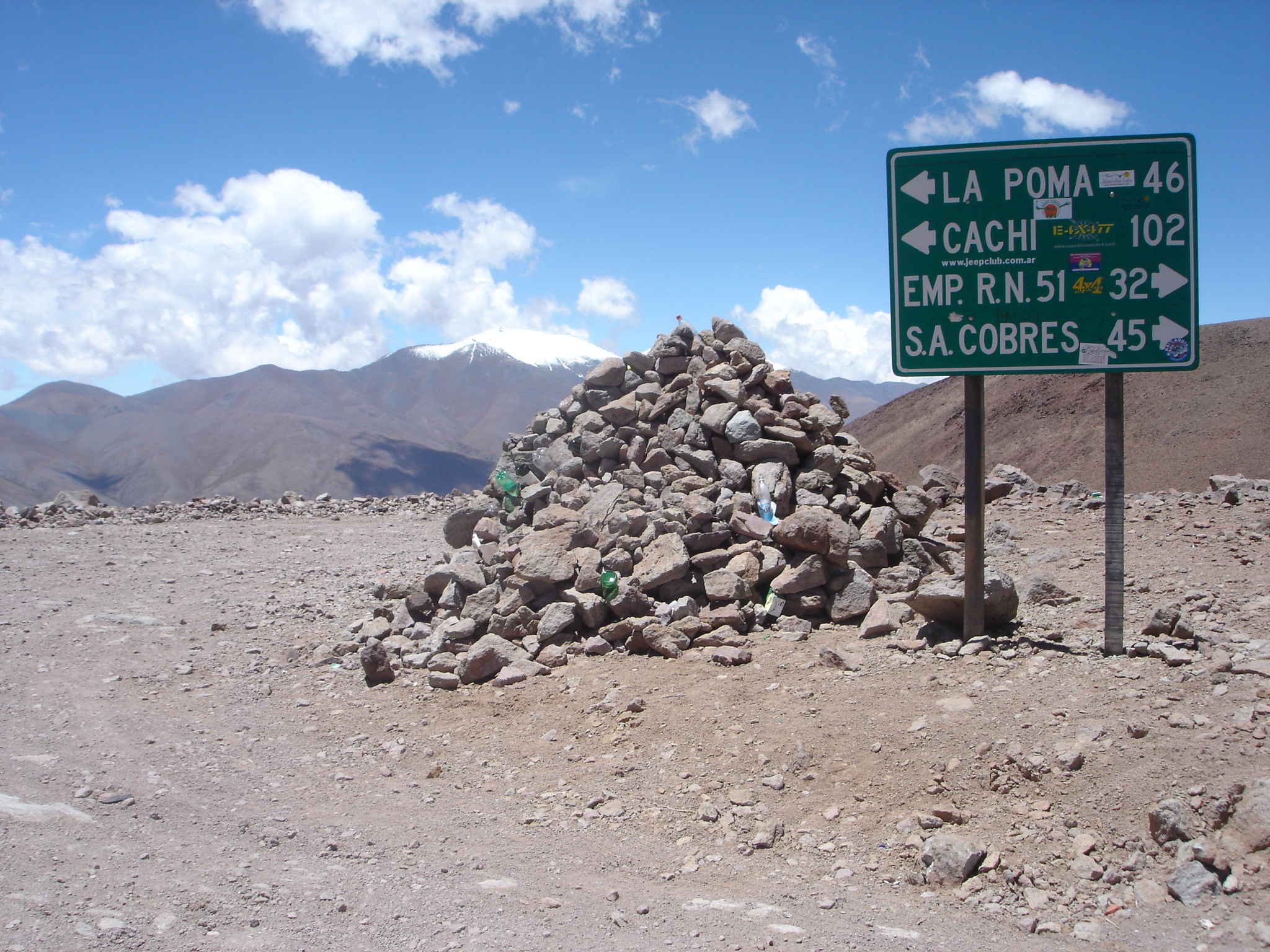
Wegweiser mit Entfernungsangaben auf dem Abra el Acay

Hinter der kleinen Ortschaft La Poma verschlechtert sich der Straßenzustand rapide, die Strecke ist ab hier häufig nur mit geländegängigen Fahrzeugen und im Winter in der Regel überhaupt nicht befahrbar. Dort hört das Valle Calchaquí auf, es beginnt der Aufstieg zum Abra el Acay, einem der höchsten Straßenpässe der Welt (ungefähr 4950 m hoch), der nicht selten durch Bergrutsche, Murgänge, Steinschlag o. ä. zeitweise unpassierbar ist. Bei der Passhöhe verbessert sich der Straßenzustand wieder, und die Schotterstraße schlängelt sich abwärts nach San Antonio de los Cobres, der trotz ihrer nur 3500 Einwohner größten Stadt der südlichen Puna-Region.

### Puna
Bei San Antonio de los Cobres kreuzt die Straße auch die Eisenbahnstrecke des tren a las nubes, eines Touristenzuges, der bis auf eine Höhe von 4200 m gelangt. Die Straße (Schotterstrecke) führt weiter an den Salzseen Salinas Grandes und Laguna Guayatayoc vorbei in nördlicher Richtung.
Das letzte Stück, deren Verlauf mehrmals geändert wurde, trägt den Namen Corredor Minero, da es an zahlreichen Bergwerken vorbeiführt. Die nicht asphaltierte Straße endet an der bolivianischen Grenze, nördlich der Siedlung Ciénega de Paicone.

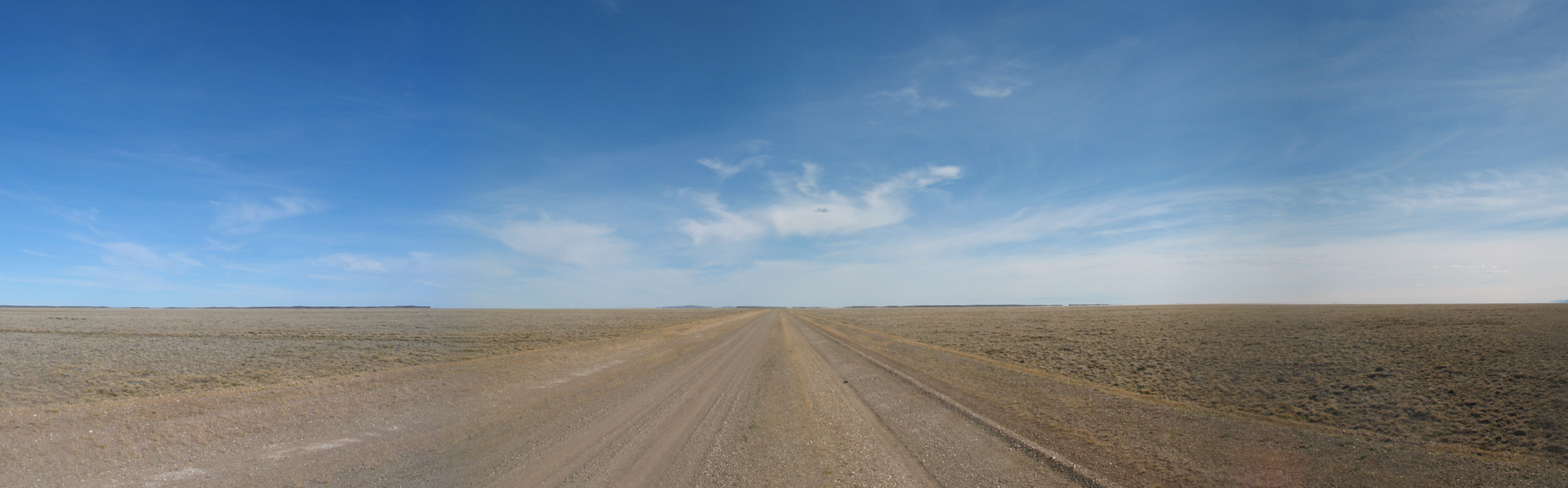
Ansicht der Ruta Nacional 40